# Ardoix
Ardoix település Franciaországban, Ardèche megyében. Lakosainak száma 1302 fő (2022. január 1.). Ardoix Eclassan, Quintenas, Saint-Romain-d’Ay, Sarras, Talencieux és Vernosc-lès-Annonay községekkel határos.

## Népesség
A település népességének változása:
| Lakosok száma | 546  | 638  | 696  | 979  | 1152 | 1226 | 1262 | 1253 | 1248 | 1302 |
|               | 1968 | 1982 | 1990 | 2006 | 2013 | 2015 | 2017 | 2019 | 2020 | 2022 |